# Lysimachia eberhardtii
Lysimachia eberhardtii är en viveväxtart som beskrevs av Bonati. Lysimachia eberhardtii ingår i släktet lysingar, och familjen viveväxter. Inga underarter finns listade i Catalogue of Life.